# Jules Sagot

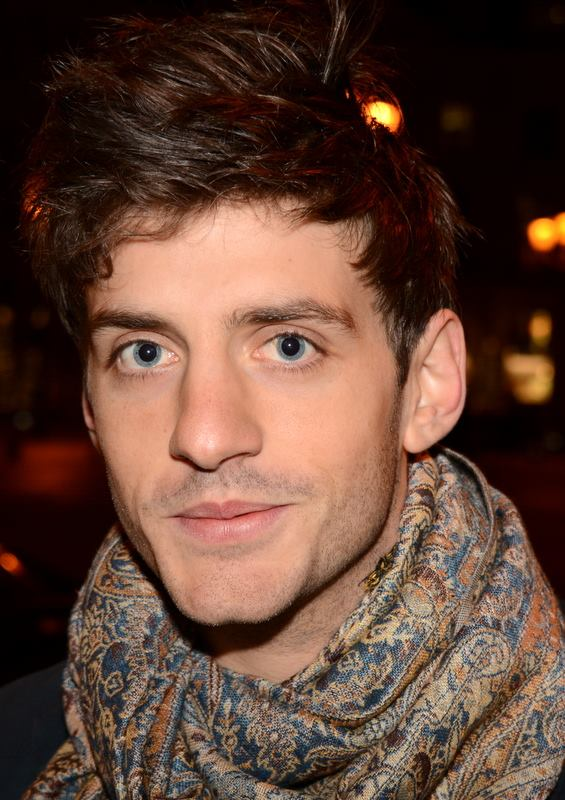
Jules Sagot beim César 2014

Jules Léo Sagot (* 21. September 1989 in Geffosses, Coutances) ist ein französischer Film- und Theaterschauspieler. 

## Leben
Sagot wurde in Geffosses, im Arrondissement Coutances in Frankreich geboren. Sein Interesse für das Theater entwickelte Sagot bereits im Alter von 8 Jahren, als er die École Jules Verne in Coutances besuchte und hier bemerkte, dass er sich nur wenig für Musik interessiert. Nach einem gescheiterten Versuch, am Lycée Molière in Paris zu studieren, verließ Sagot die Stadt Coutances und begann eine Arbeit an einer Fähranlegestelle
in Embrun. Im Alter von 17 Jahren zog Sagot nach Paris, um dort an einer Theaterschule im 5. Arrondissement zu studieren. Hier erhielt Sagot Engagements am Théâtre la Bruyere und an der Cartoucherie, später auch in Lorient und Lyon.
2012 erhielt Sagot die Hauptrolle im Film Tu seras un homme. Darin spielt er Théodore, der als Aufpasser für den kleinen Léonard angestellt wird. Für seine Arbeit am Film wurde Sagot 2013 im Rahmen der Oaxaca Film Fest in Mexiko mit dem Agave Award ausgezeichnet. Stefan Butzmühlen, der für seinen 2016 erschienenen Film Lichtes Meer eigentlich ausschließlich auf Laienschauspieler zurückgreifen wollte, entdeckte Sagot nach längerer Suche bei einem Straßen-Casting vor der Berlinischen Galerie, ohne zu wissen, dass Sagot Schauspieler ist. Von Butzmühlen erhielt Sagot im Film die Hauptrolle des jungen Matrosen Jean.

## Engagements am Theater
- 2011: Silence (Théâtre la Bruyere)
- 2013: Machine Feydeau, ein Theaterstück von Georges Feydeau (Cartoucherie, Regie: Yann-Jöel Collin)
- 2014: Tristan und Isolde (Le Théâtre de Lorient, Regie: Éric Vigner)
- 2014: Tod eines Handlungsreisenden, ein Theaterstück von Arthur Miller (Théâtre des Célestins à Lyon, Regie: Claudia Stavisky)
- 2015: L’Illusion comique, ein Theaterstück von Pierre Corneille (Théâtre de Lorient, Regie: Éric Vigner)

## Filmografie
- 2013: Tu seras un homme
- 2015–2020: Büro der Legenden (Le Bureau des Légendes, Fernsehserie, 42 Folgen)
- 2015: Lichtes Meer
- 2020: Bon Voyage – Ein Franzose in Korea (#Jesuislà) von Éric Lartigau
- 2024: Weihnachten in der Familie (Un Noël en famille)